# توني يرفينن
توني يرفينن (بالفنلندية: Toni Järvinen)‏ هو لاعب كرة قدم فنلندي، ولد في 27 يناير 1981 في لاهتي في فنلندا. لعب مع تامبيري يونايتد ونادي لاهتي.

## وصلات خارجية
- توني يرفينن على موقع قاعدة بيانات كرة القدم.إي يو (الإنجليزية)
- توني يرفينن على موقع ناشيونال فوتبول تيمز (الإنجليزية)
- توني يرفينن على موقع عالم كرة القدم.نت (الإنجليزية)